# Замок Гоенверфен
Замок Гоенверфен, Хоенверфен (нім. Festung Hohenwerfen) — середньовічна фортеця, побудована в Австрії з метою охороняти єдиний в окрузі перевал (Lueg) в Альпах. Середньовічний замок зведений за 40 км на південь від Зальцбурга, біля міста Верфен у 1077 році, за наказом князя-архієпископа Герхарда Зальцбурзького на 155-метровій скелі над річкою Зальцах.

## Розташування
Замок-фортеця Гоенверфен знаходиться в Австрії, за 40 км від Зальцбурга, на вершині пагорба висотою 155 м над долиною річки Зальцах, оточеною з усіх боків гірськими пасмами. Землі Зальцбурга знаходяться у центрі долини. З півдня її оточують два гірські пасма, які створювали природний бар'єр для завойовників. Єдина можливість перейти через гори — перевал Луег (Lueg), який століттями був місцем стратегічної оборони земель Зальцбурга.

## Історія

### Гебхард Зальцбургський
У 1077 році за наказом князя-архієпископа Гебхарда Зальцбургського, з метою захистити перевал, поблизу м. Верфен був збудований замок Хоенверфен.
Під час протиборства між папством та імператорами Священної Римської імперії за право призначати епіскопів, Гебхард Зальцбургський виступив на стороні Папи Римського Григорія VII. З метою захистити Зальцбург, були посилені 3 замки-фортеці: Хоенверфен, Хоензальцбург та Петерсберг (зараз знаходиться у руїнах). Але ці дії князю-архієпископу не допомогли, з церкви йому прийшлось бігти. Однак згодом він повернувся до замку Хоенверфен, де і помер у 1088 р.

### Наполеонівська війна
Зальцбурзьке герцогство з початку Наполеонівських війн припинило своє існування. У 1810 р. місто було передано Баварії, а 1816 р. увійшло до складу Австрії. Замок захопив Наполеон, а усі гармати дісталися французькій армії. Після війни були пропозиції зруйнувати замок, але завдяки Францу II (останній імператор Священної Римської імперії та під ім'ям Франца I — перший імператор Австрії) фортеця була збережена.

### Господарі замку

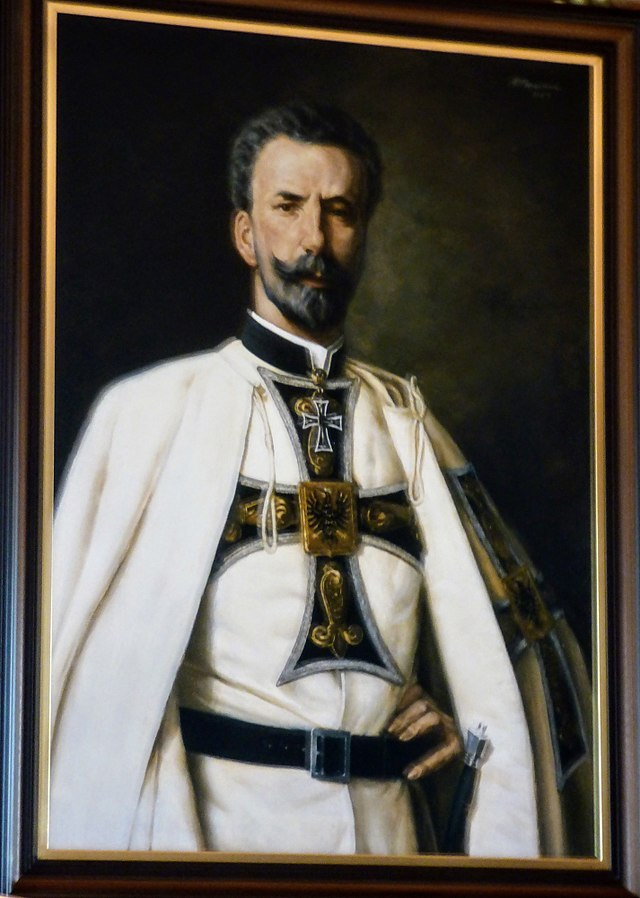
Євген Фердинанд. Розпис кімнати.

У 1822 році усе майно замку було продано з аукціону. У 1876 році господарем замку Хоенверфен став граф Освальд фон Тун алс Ягдшлосс. У 1898 р. фортеця була продана ерцгерцогу Євгену Фердинанду, який зібрав у замку колекцію зброї й творів мистецтва.
У 1931 році будівлю замку пошкодила пожежа. Протягом року його відновлювали, а через 6 років він став власністю землі Зальцбург. До 1987 року територію фортеці використовувала місцева поліція під тренувальний табір. Пізніше середньовічний замок був перетворений у музей і відчинений для відвідувачів.

## Архітектура

### Архітектурні реконструкції замку

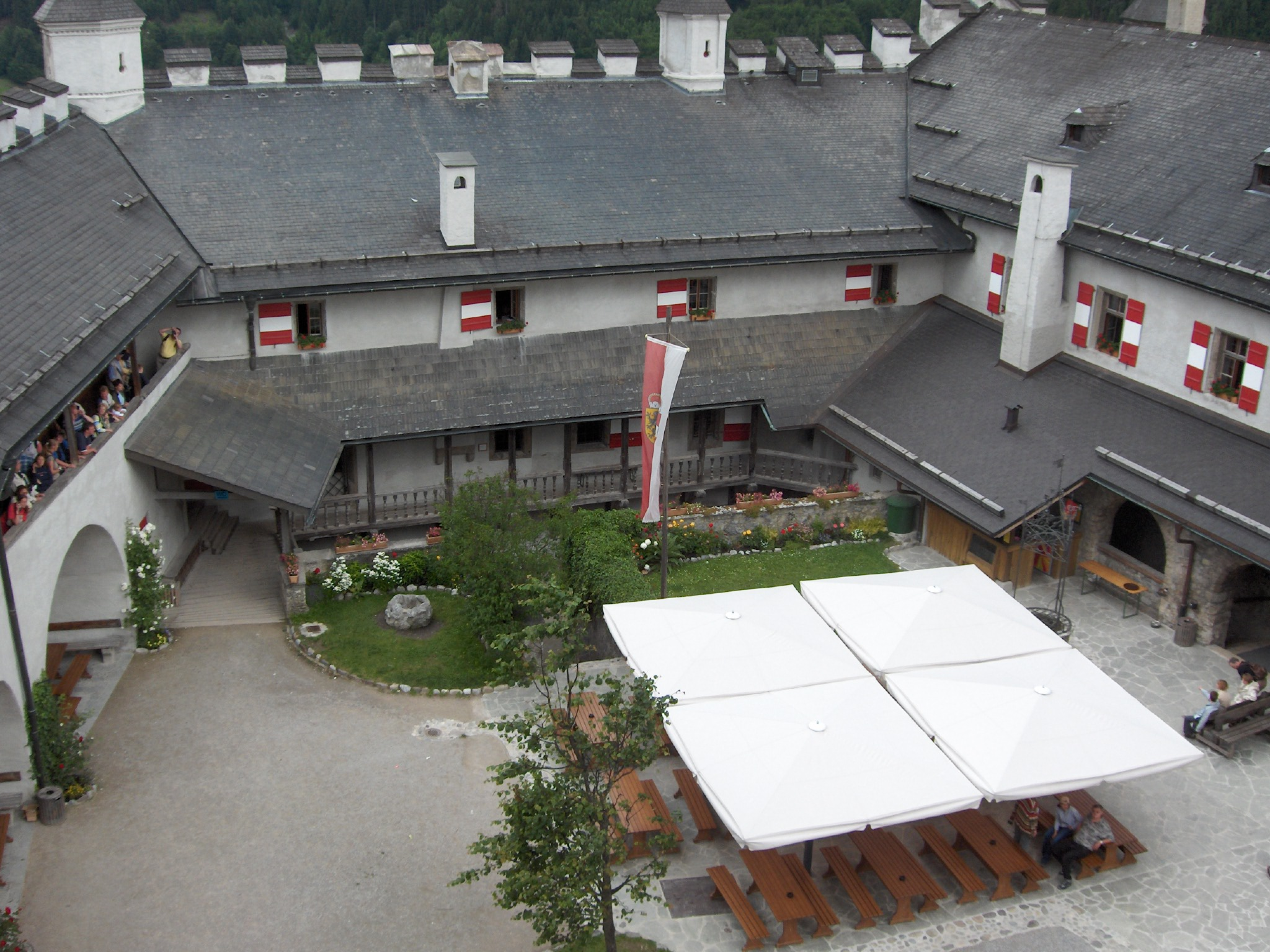
Внутрішній дворик Хоенверфен.

У XII столітті під час правління архієпископа Конрада I, замок був розширений та укріплений.
У XV столітті архієпископ Зальцбурга Ебхард III перебудував замок вже з урахуванням розвитку артилерії. Селянська війна в Німеччині (1524—1525 рр.) торкнулася земель Зальцбурга. Землевласникам та рудокопам з півдня у 1525—1526 рр. вдалося захопити замок Хоенверфен та його зруйнувати. В якості покарання за підтримку повстанців, князь-архієпископ Маттойс Ланг фон Велленберг, змусив місцевих селян перебудовувати та відновлювати замок. У 1535 році були перебудовані зовнішні стіни та з'явилися нові вежі в тому числі вежа Фальтурм, а внутрішній двір замку отримав сучасний вигляд.
У 1563 р. князь-архієпископ Йохан Куен-Белазі наказав збудувати арсенал (у якому в даний час знаходиться музей зброї), а навколо замку бастіонні укріплення, з метою захистити замок від ворожої артилерії. Три рівневі галереї бастіону напівкруглої форми прикривали південно-східний кут замку. З його стрільниць прострілювалась дорога. Зі східної сторони замок захищав бастіон з критою галереєю по верху стіни. Після реконструкцій замок Хоенверфен відповідав наявним на той час канонам фортифікації.
Під час Тридцятилітньої війни(1608—1638 рр.) у замку велись незначні реконструкції. У 1623 р. за наказом князя-архієпископа Париса Лодрона споруджена вежа, для артилерійської батареї, кілька інших веж та цистерна для води. Після цього, значних архітектурних змін замку не відбувалось.
Від бастіону до воріт другого форбурга веде галерея зі сходами, що проходить по південній стіні. Перед в'їздом до замку раніше був рів і два піднімні мости. Сучасні ворота з опускними ґратами були зведені у XVI столітті.
У 2000 році була випущена ювілейна монета з зображенням замку Хоенверфен.

### Каплиця Святого Сигізмунда

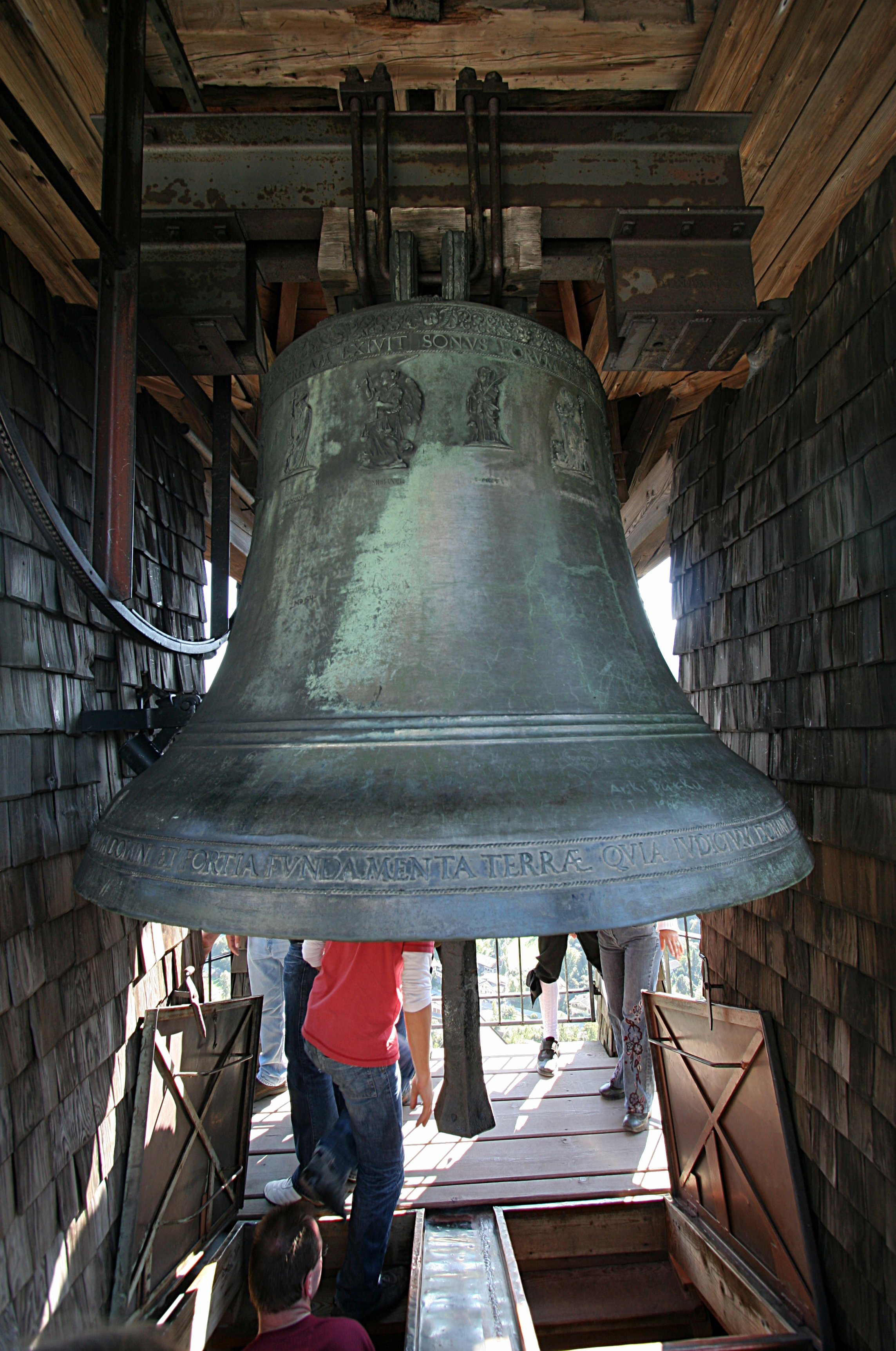
Дзвін замку Хоенверфен.

На східній стороні двору розташований двоповерховий Палас. В його південному крилі, нижче рівня двору, знаходиться замкова капела. ЇЇ вежа, друга за висотою серед веж замку Хоенверфен. Каплиця Святого Сигізмунда — одна з найстаріших частин замку, її міцні дерев'яні конструкції з середньовіччя тримають на своїй вершині старовинний дзвін вагою 4 тонни, який і зараз дзвонить у святкові дні. Замкова капела була облицьована мармуром у XVII столітті. Після її перебудови у готичному стилі, все ж таки романські архітектурні фрагменти у кладці стін залишилися. Вівтар звели у 1650 році. У центрі знаходиться статуя «Святої Марії з немовлям», приблизно 1480 року. Ця статуя — найстаріший артефакт замку і один з небагатьох елементів оздоблення, що не постраждав під час пожежі.

### Годинникова вежа

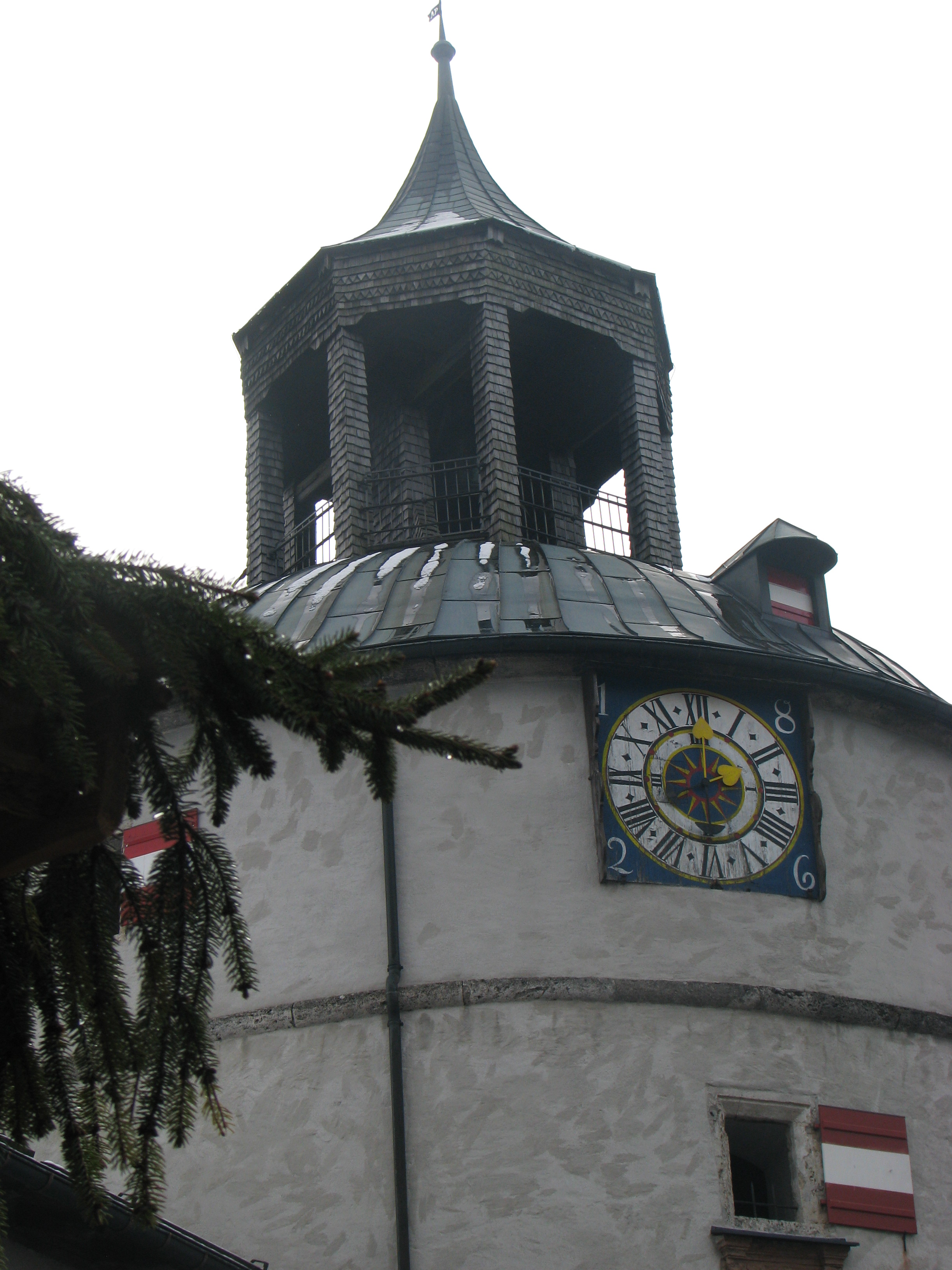
Хоенверфен. Годинникова вежа.

Форма замку близька до квадрата. Його симетрію порушує годинникова вежа, унікальний чинний часовий механізм який зберігся з давніх часів. Раніше це був бергфрид (у німецькому середньовічному замку — чотирикутна, кругла вежа, подібна французькому донжону), пошкоджений під час селянської війни й втративши близько 5 метрів висоти, був перебудований у другій половині XVI столітті.

### В'язниця
У внутрішньому дворі з третього форбурга (випнута уперед частина фортеці), ведуть сходи. До північно-східного кута Паласу у XVI столітті була прибудована кругла вежа з потужними стінами — Фалльтурм, у якій була розташована в'язниця, яка не має прямого сполучення з замком. Входом у темницю служив отвір в підлозі верхнього поверху.
Серед засуджених, що перебували у в'язниці були:
Архієпископ Адальберт III (Adalbert III, 1198);
Граф Альберт фон Фризах (Graf Albert von Friesach, 1253); Губернатор Штирії Зигмунд (Siegmund, 1525); Архієпископ Вольф Дітріх фон Ратенау (Wolf Dietrich von Raitenau, 1611), перебував під вартою в замку до самої своєї смерті. Вважається також, що саме йому належить напис в одній з камер
«Lieb 'ist Leides Anfang», що можна перевести як «Любов є початком страждання».

## Музей

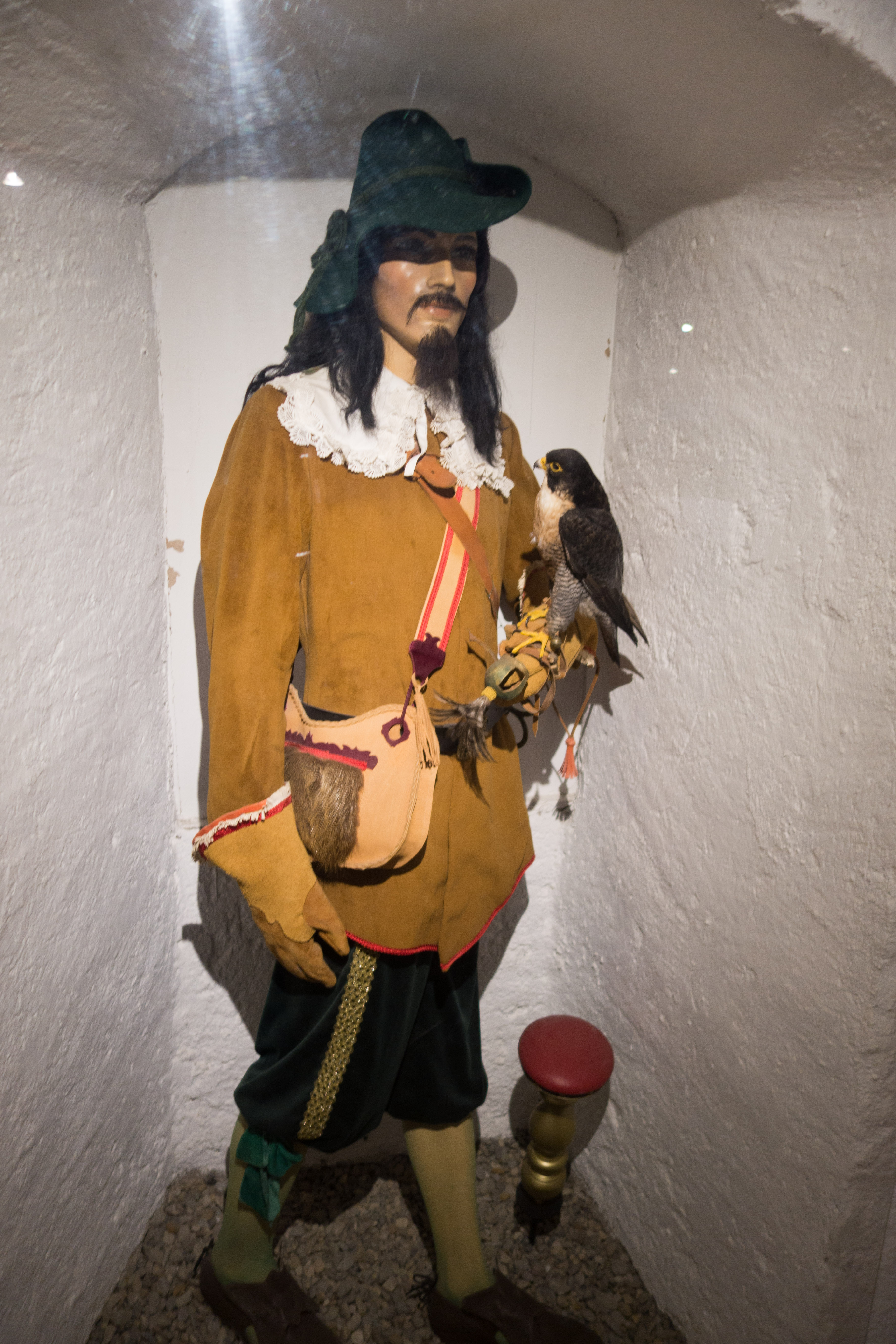
Історичний костюм сокольника.

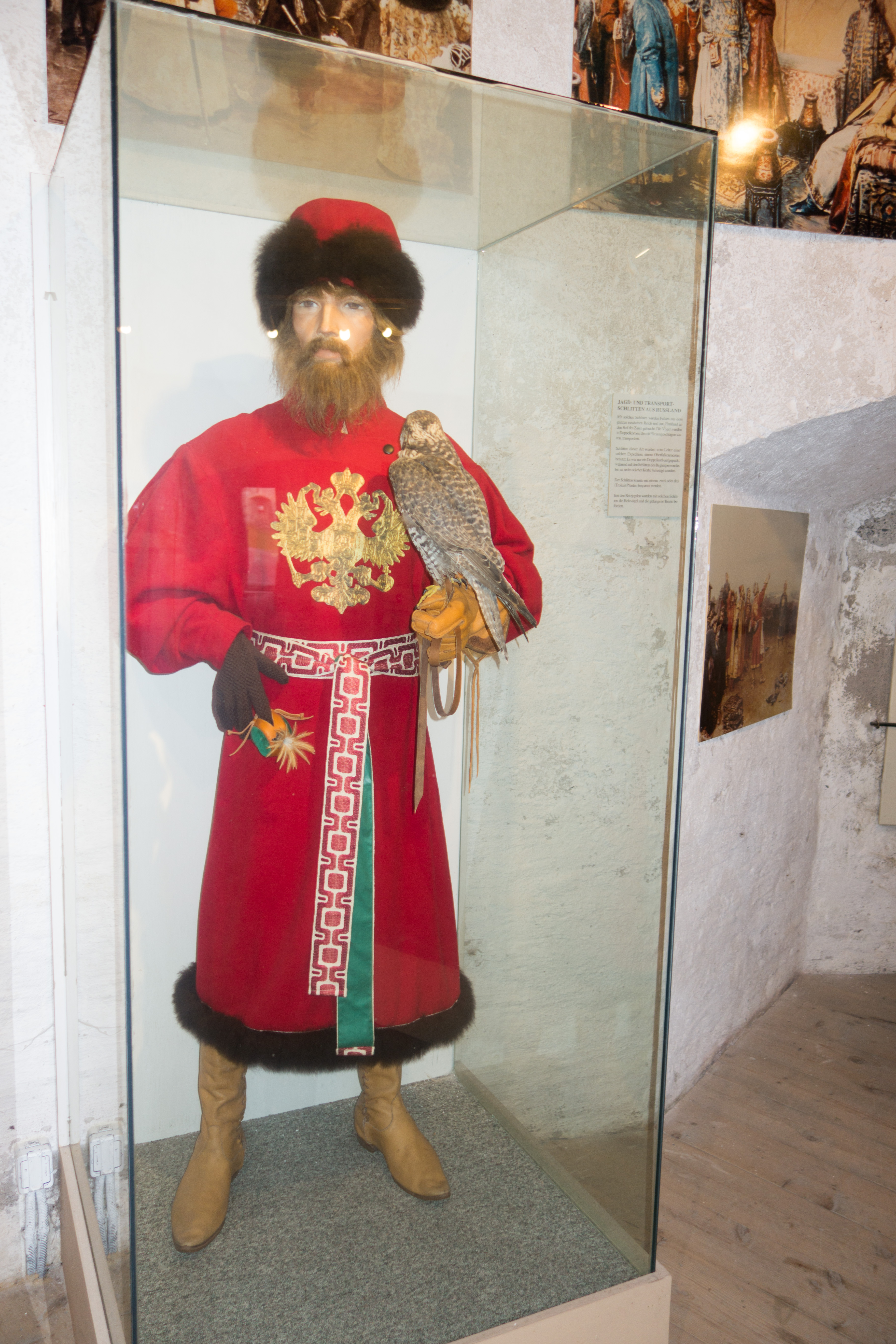
Костюм австрійського сокольника.

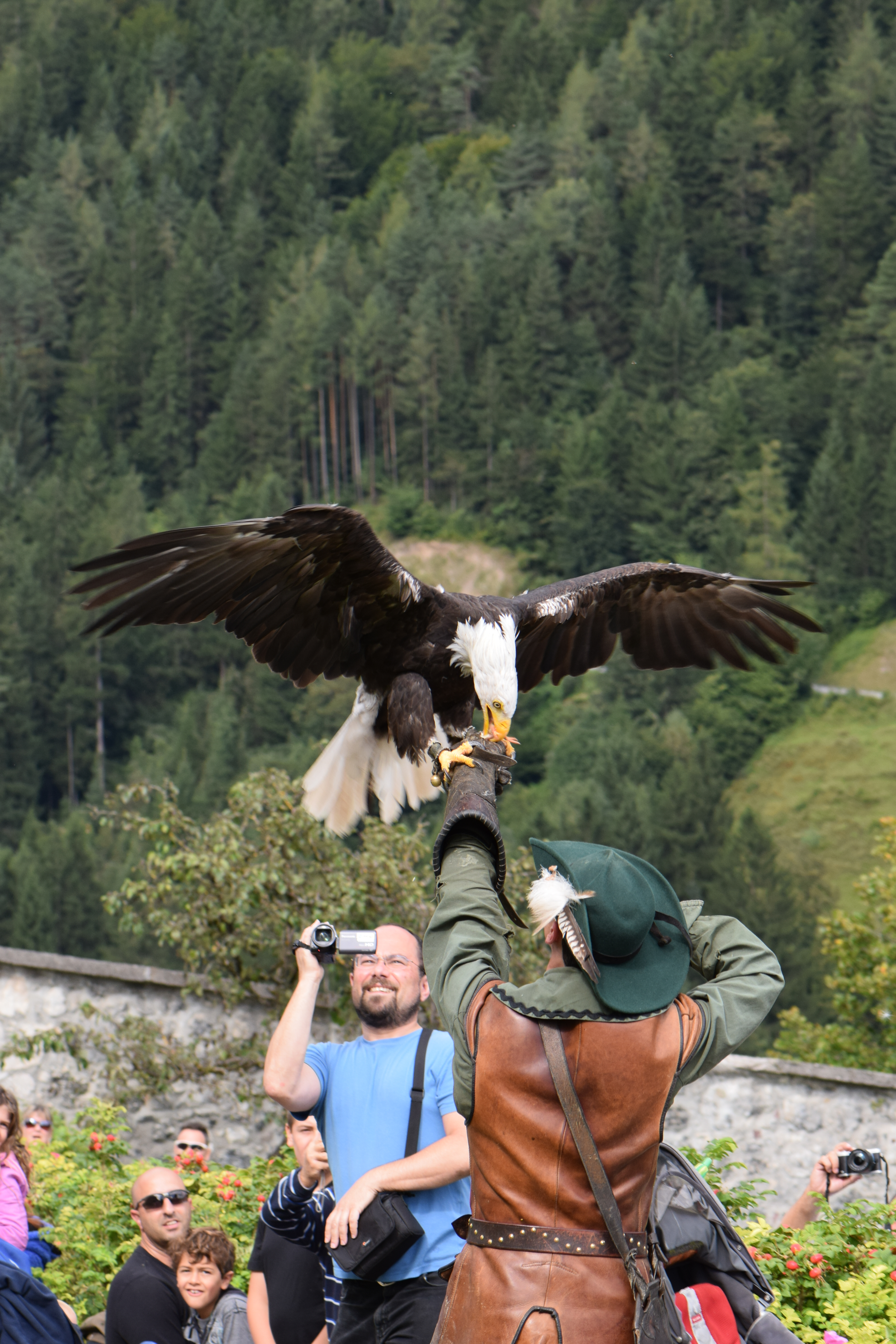
Білоголовий орел отримує вечерю.

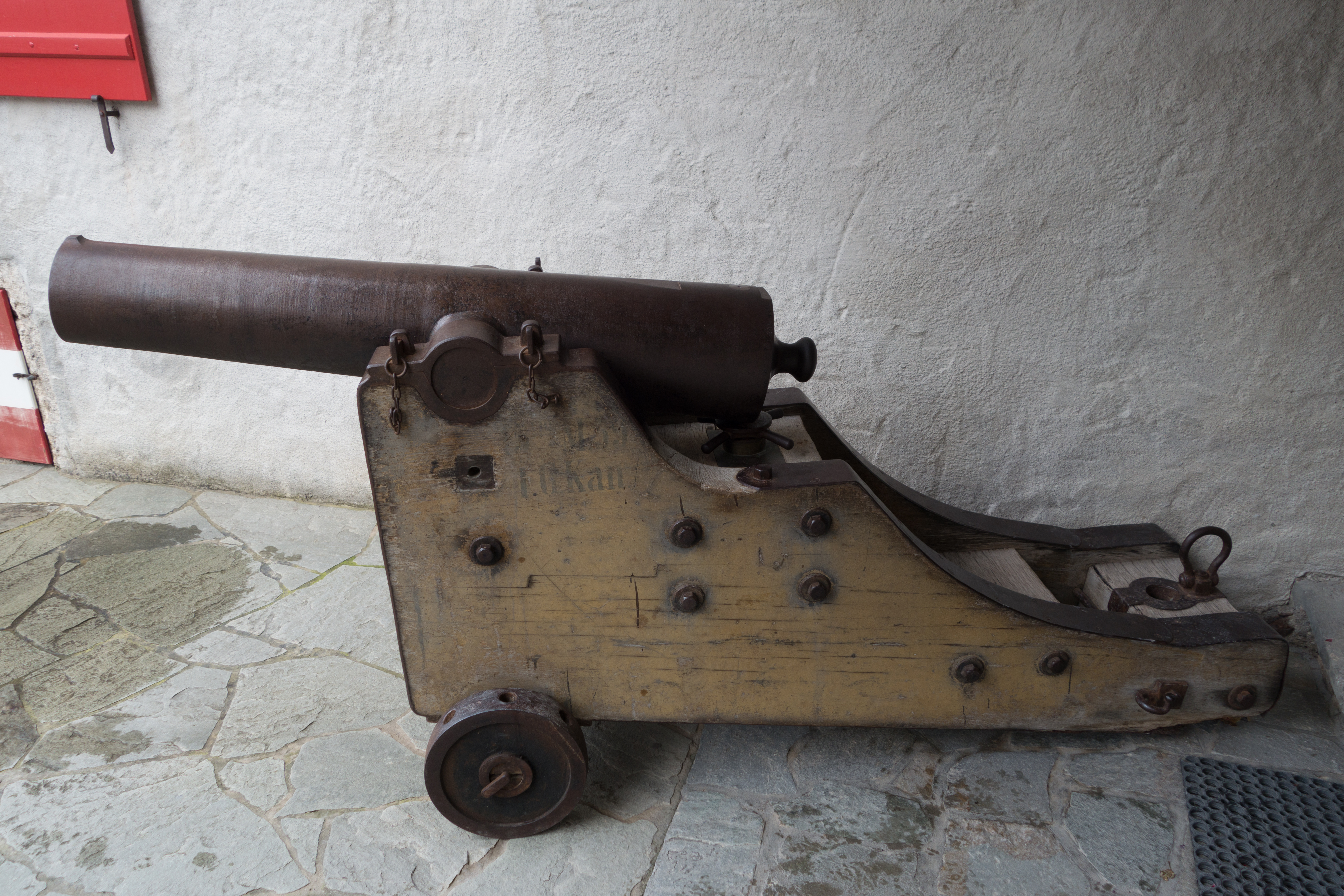
Стародавні австрійські гармати

Сучасний Хоенверфен це замок-музей, в якому проходять різні фестивалі, концерти та спектаклі.
На території замку розташовані:
- Музей полювання, в якому розповідається про історію мисливських традицій починаючи з XIII століття;
- Музей старовинної зброї, у збройових кімнатах якого розташована інтерактивна експозиція, присвячена 700 років історії порохової зброї.

Унікальна фортеця і тим, що на її території відкрився перший в Австрії музей соколиного полювання. Для відвідувачів у музейній експозиції представлені: різні види мисливських птахів, всілякі атрибути, колоритний, середньовічний одяг для полювання та інформація про традиції соколиного полювання і видатних мисливців.
На шоу птахів у Хоенверфем головними є хижі птахи, які демонструють мисливські звички й чудеса пташиної еквілібристики над головами глядачів.
До уваги відвідувачів:
- виставки фресок і зброї;
- екскурсія внутрішніми приміщеннями замку, каплиці, темниці, й дзвіниці;

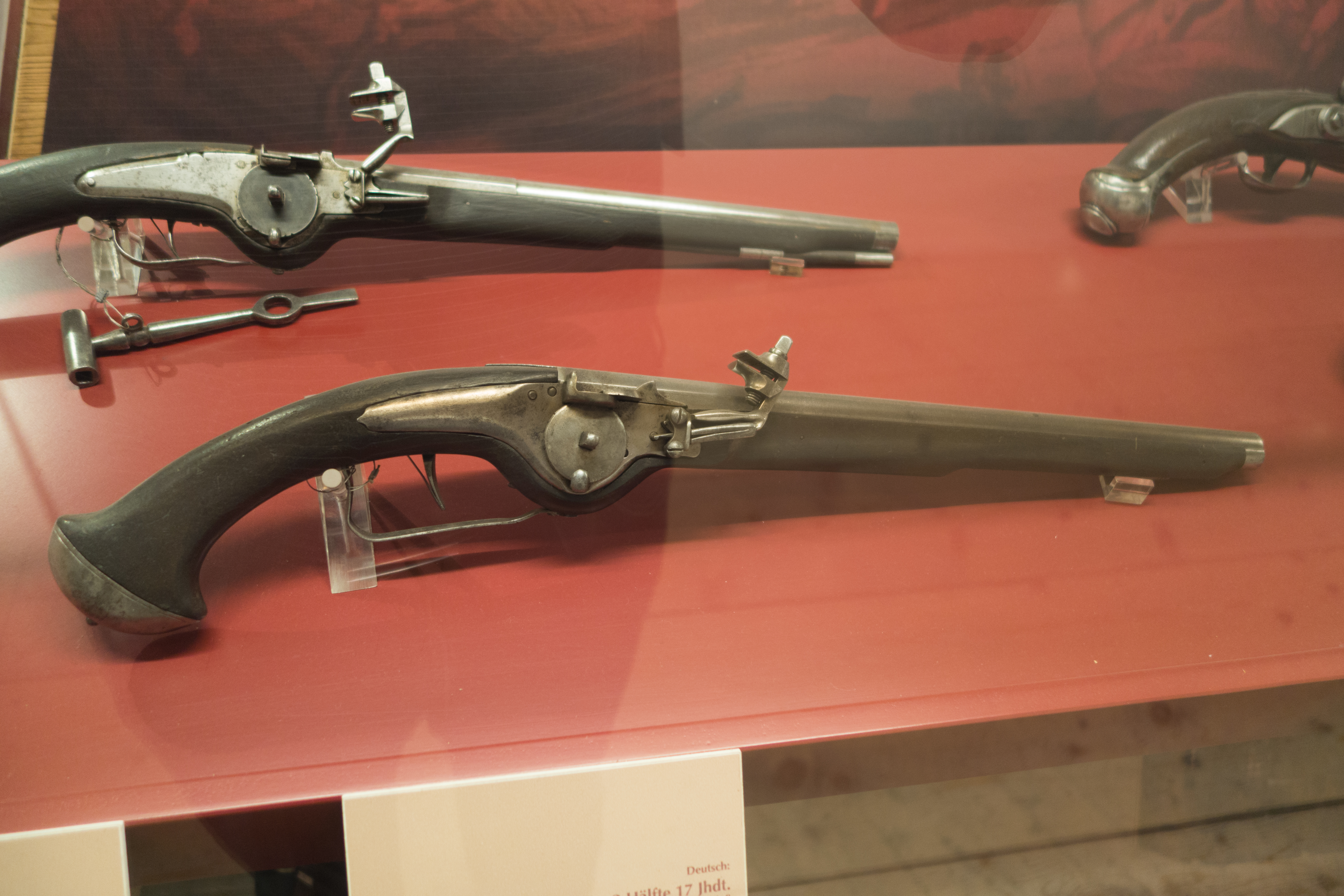
Пістлоети з замком.

- аудіогід.

## Галерея

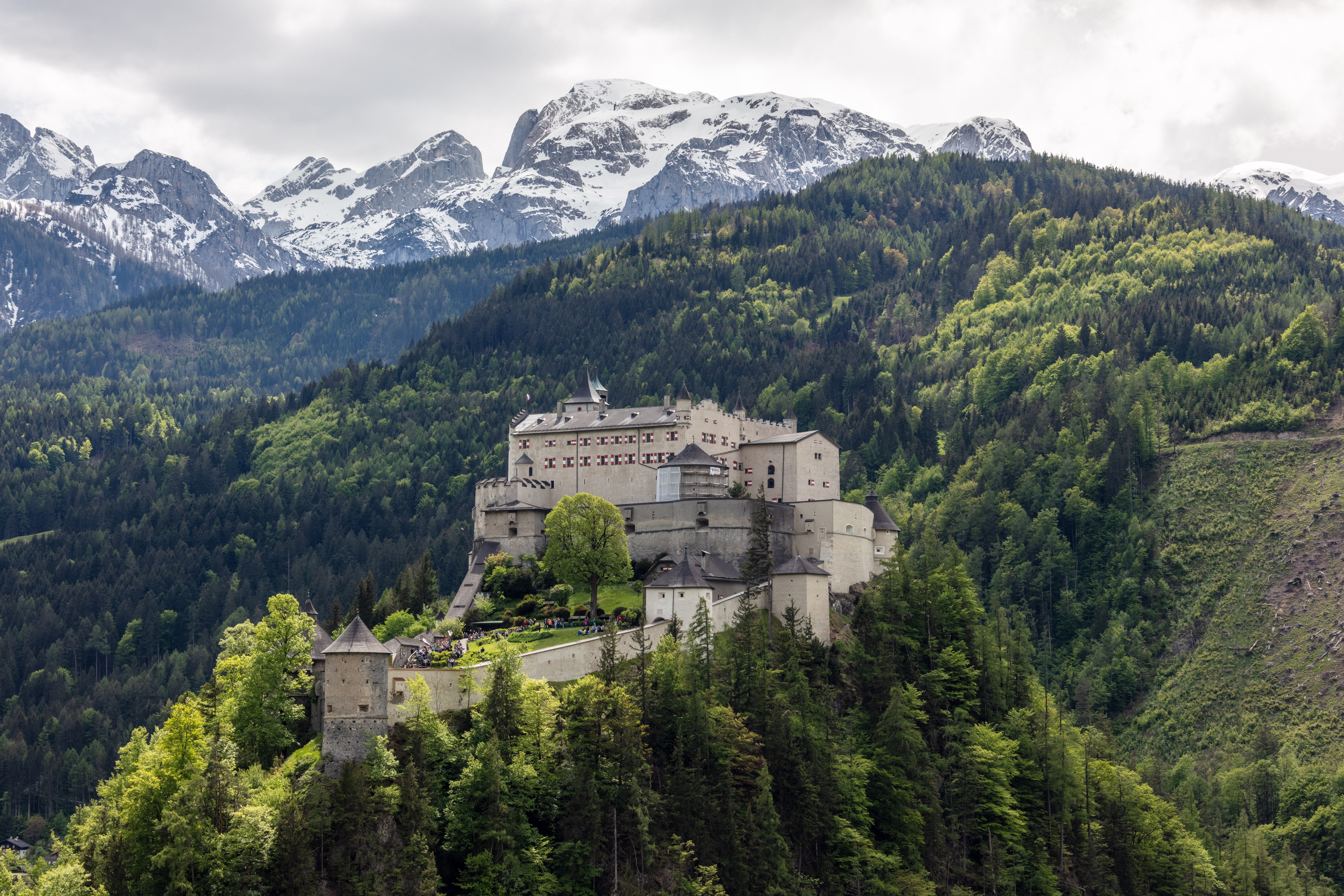
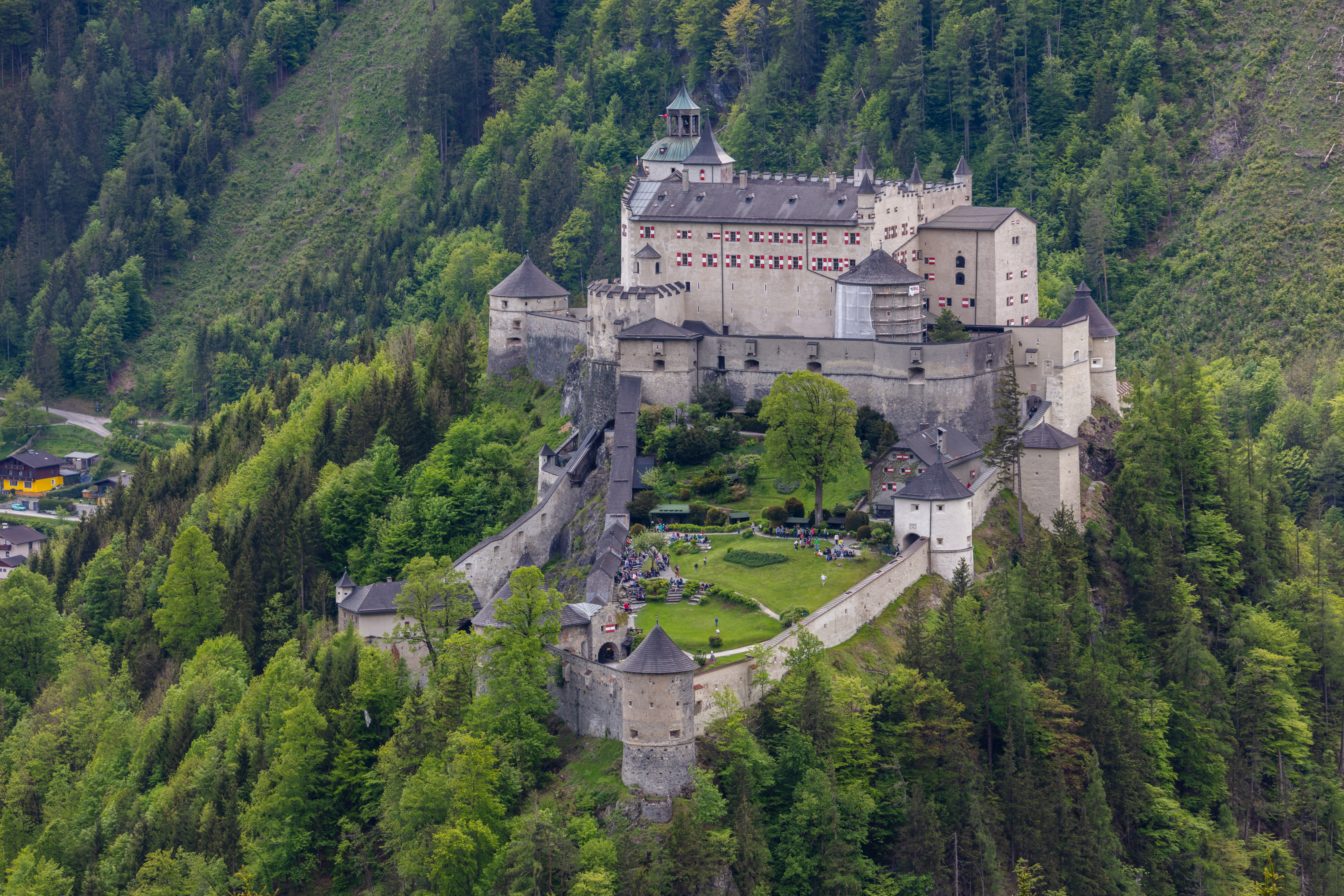
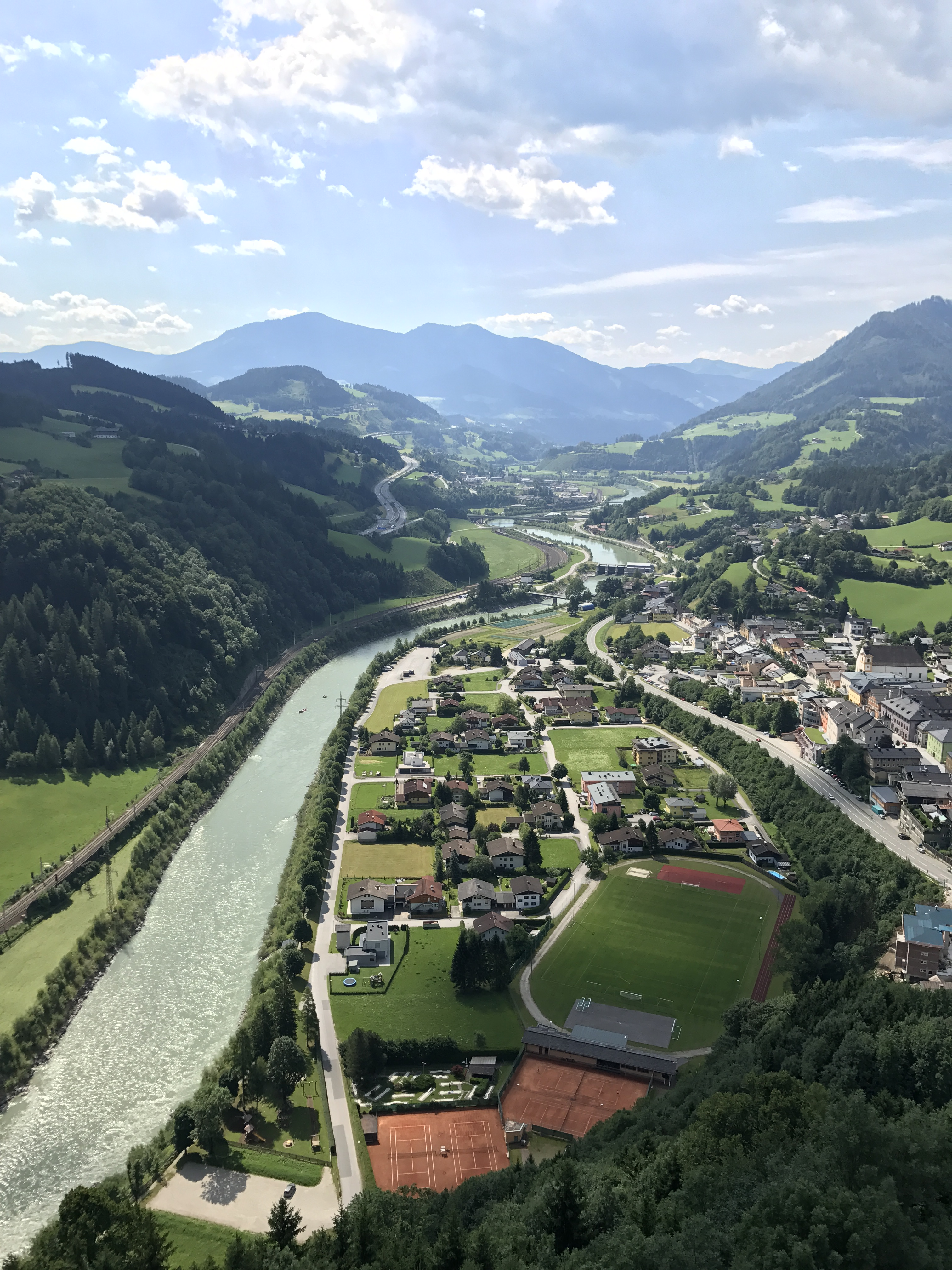
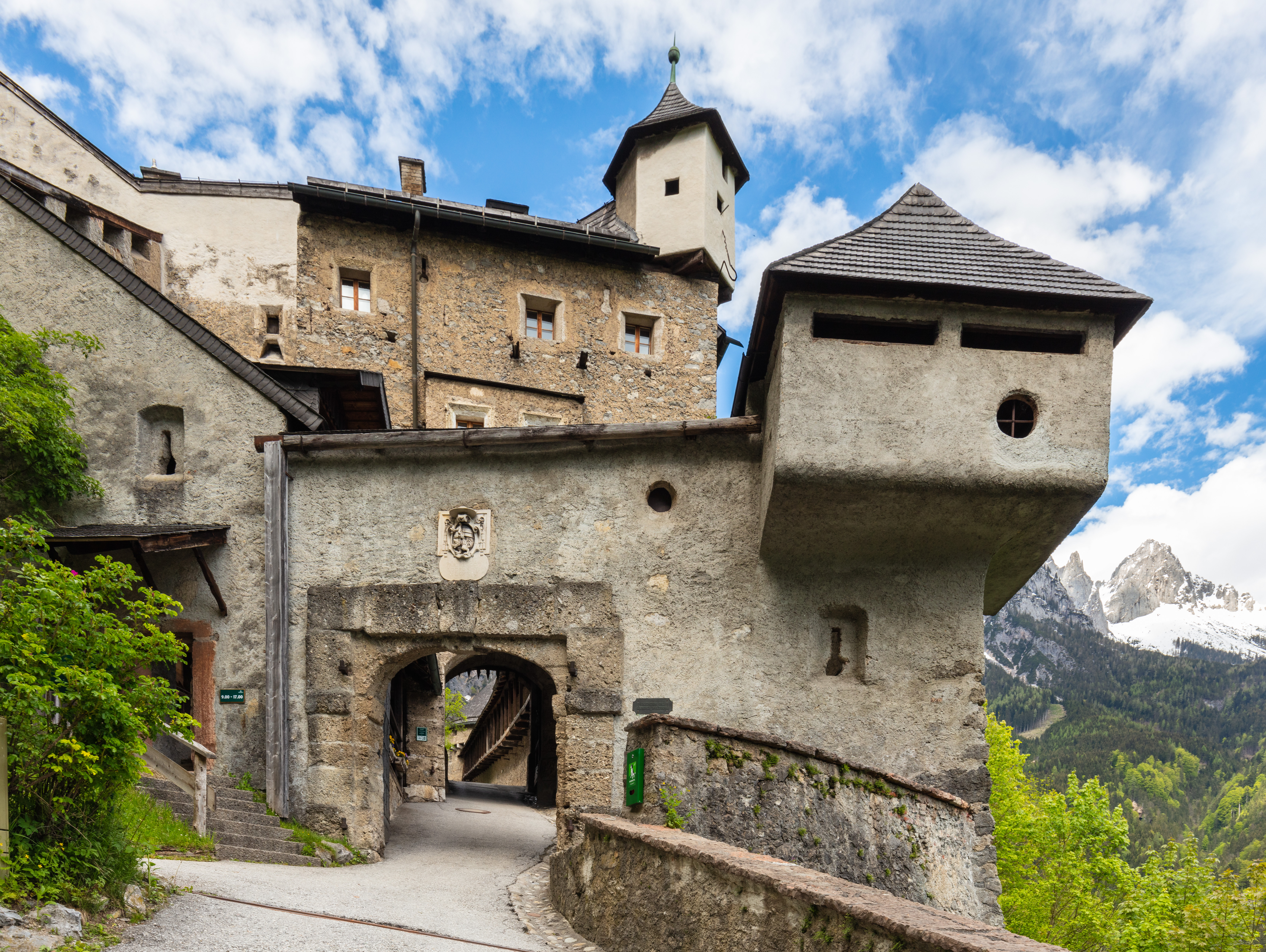
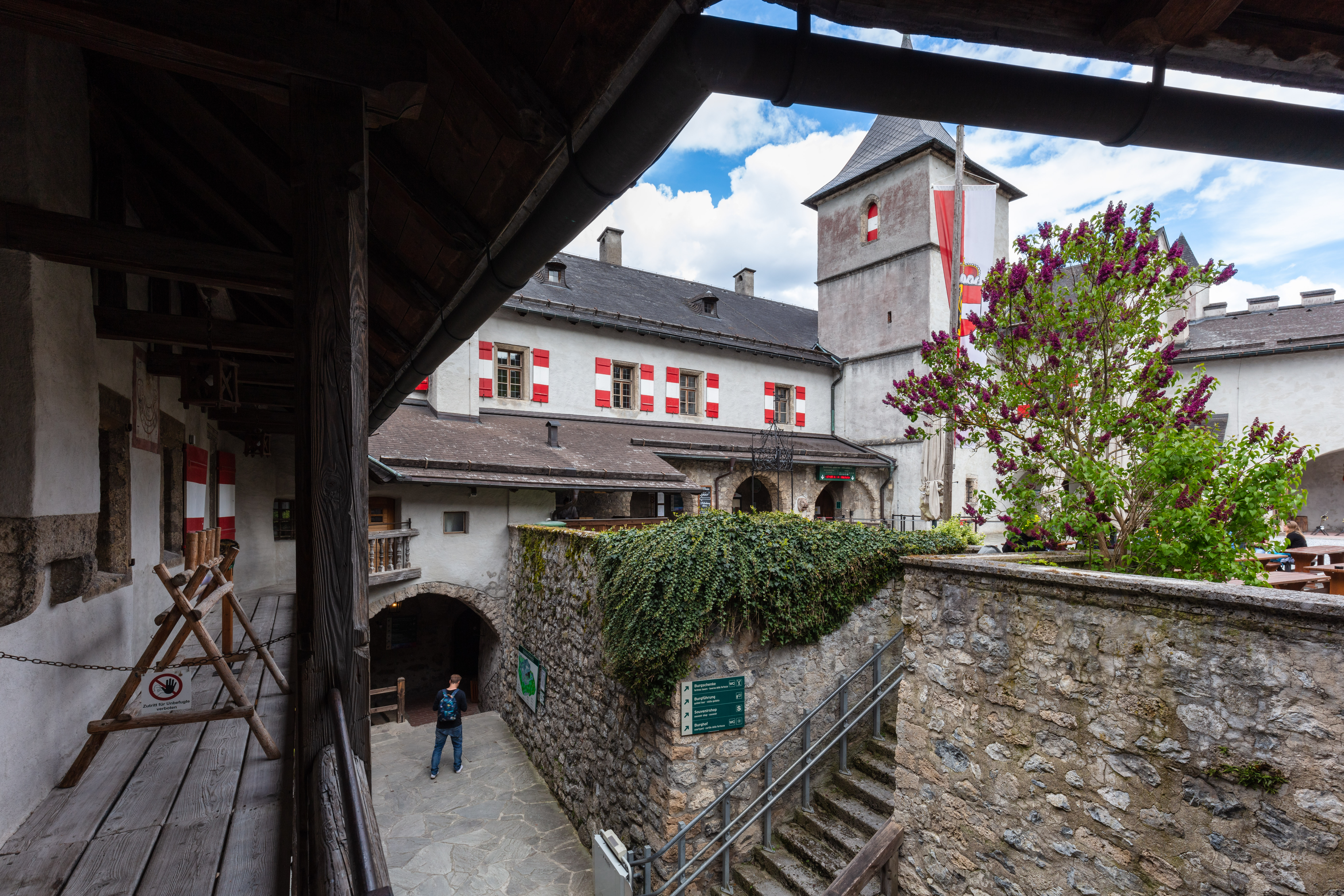
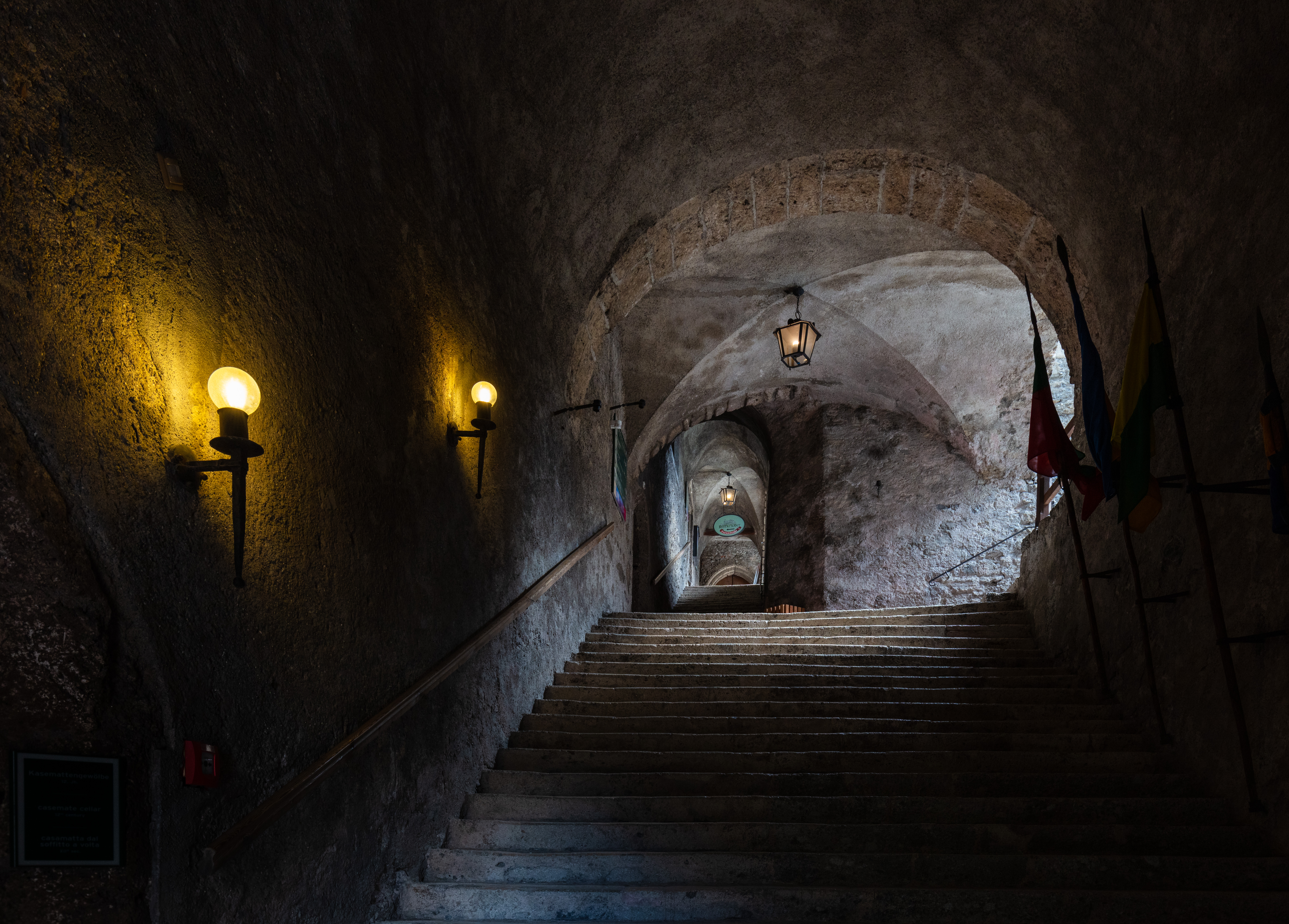
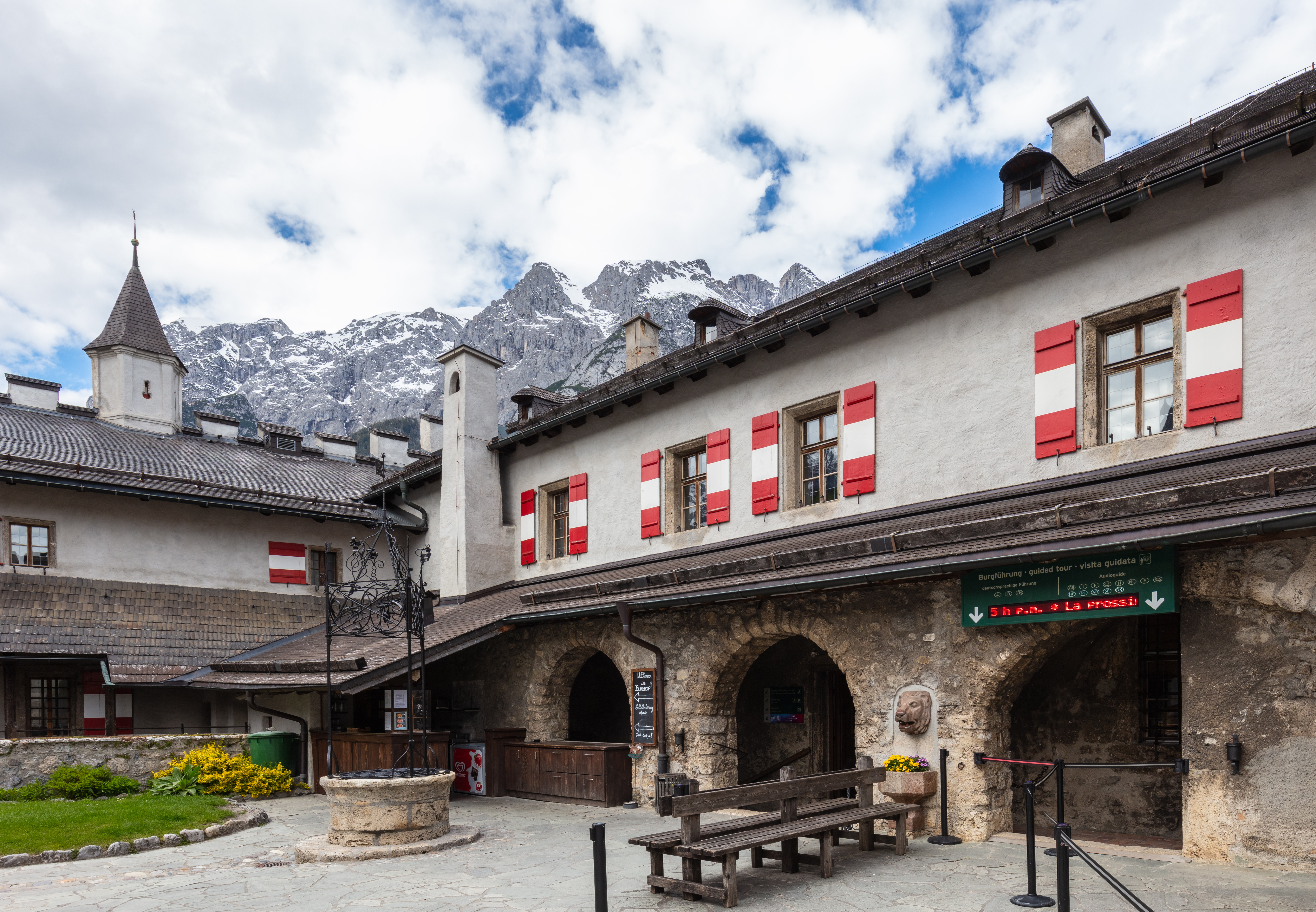
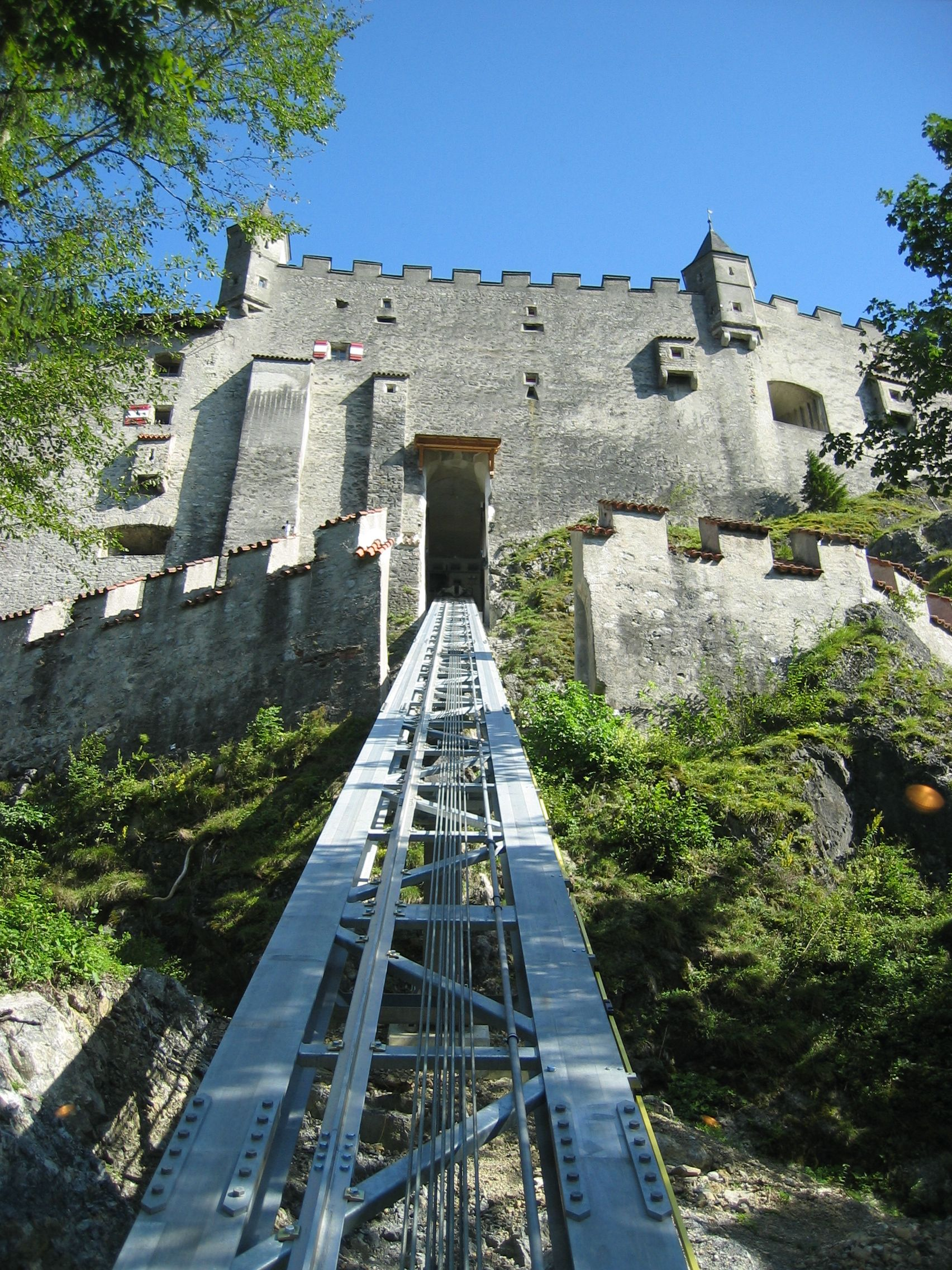
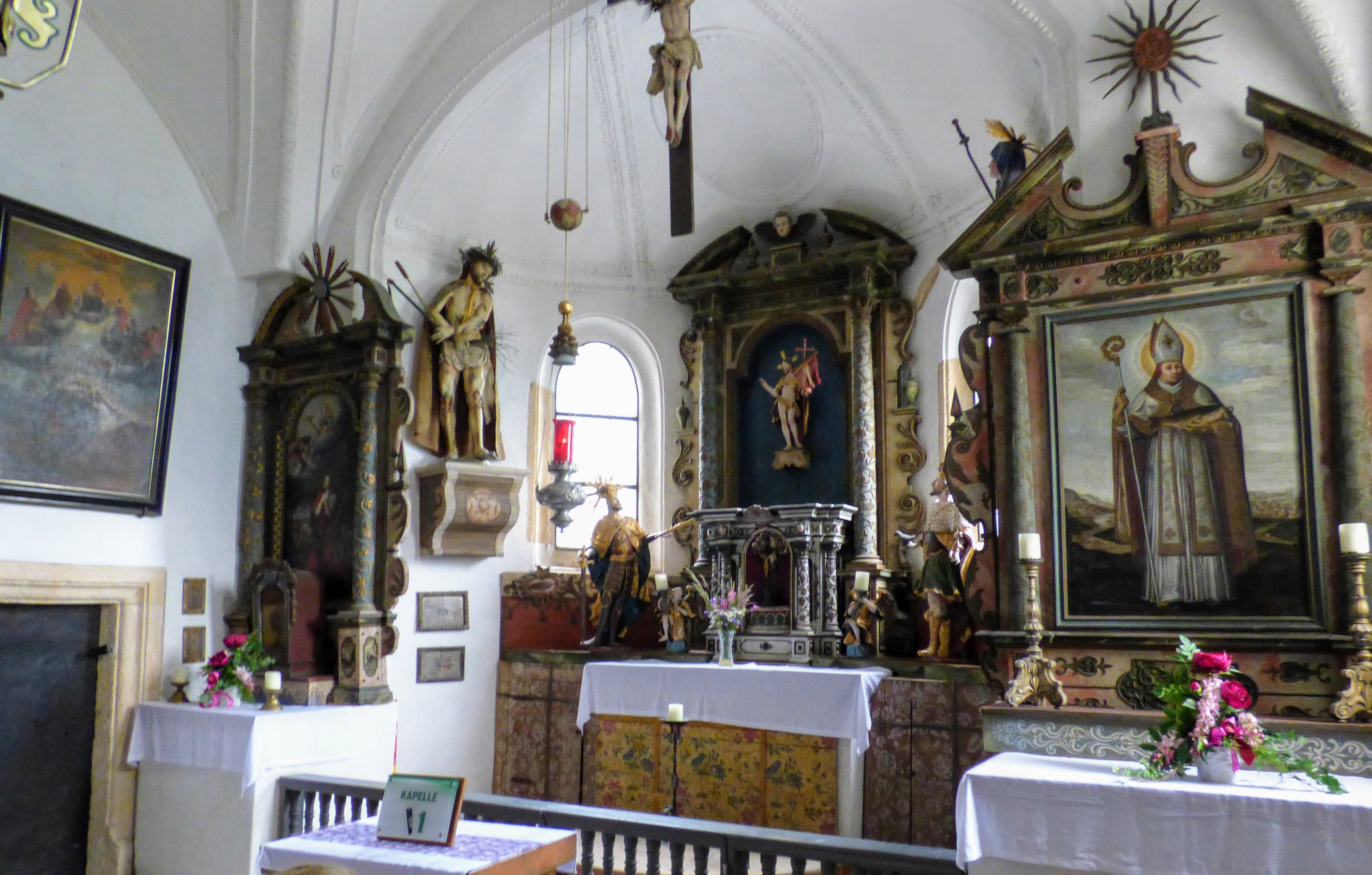
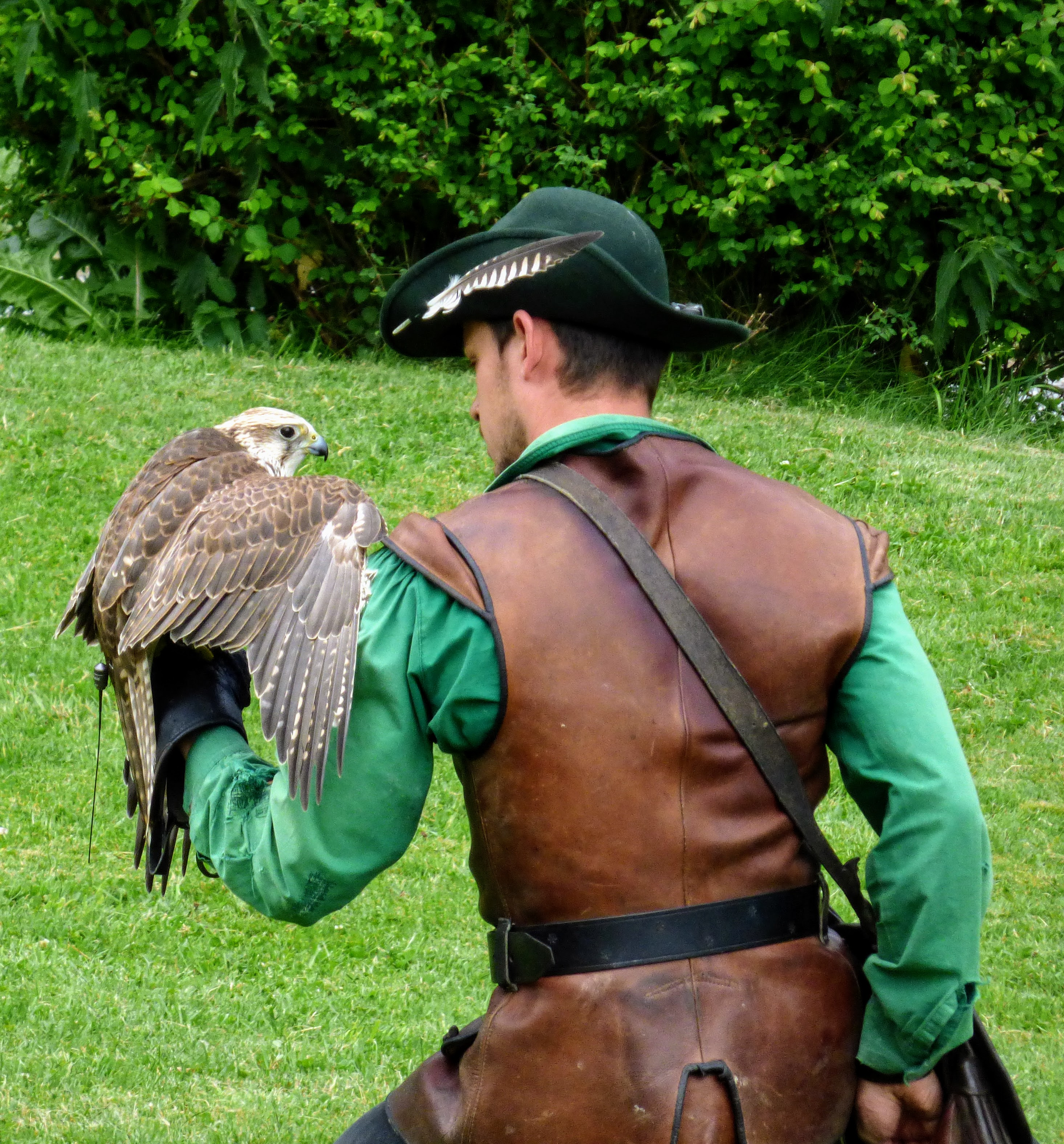
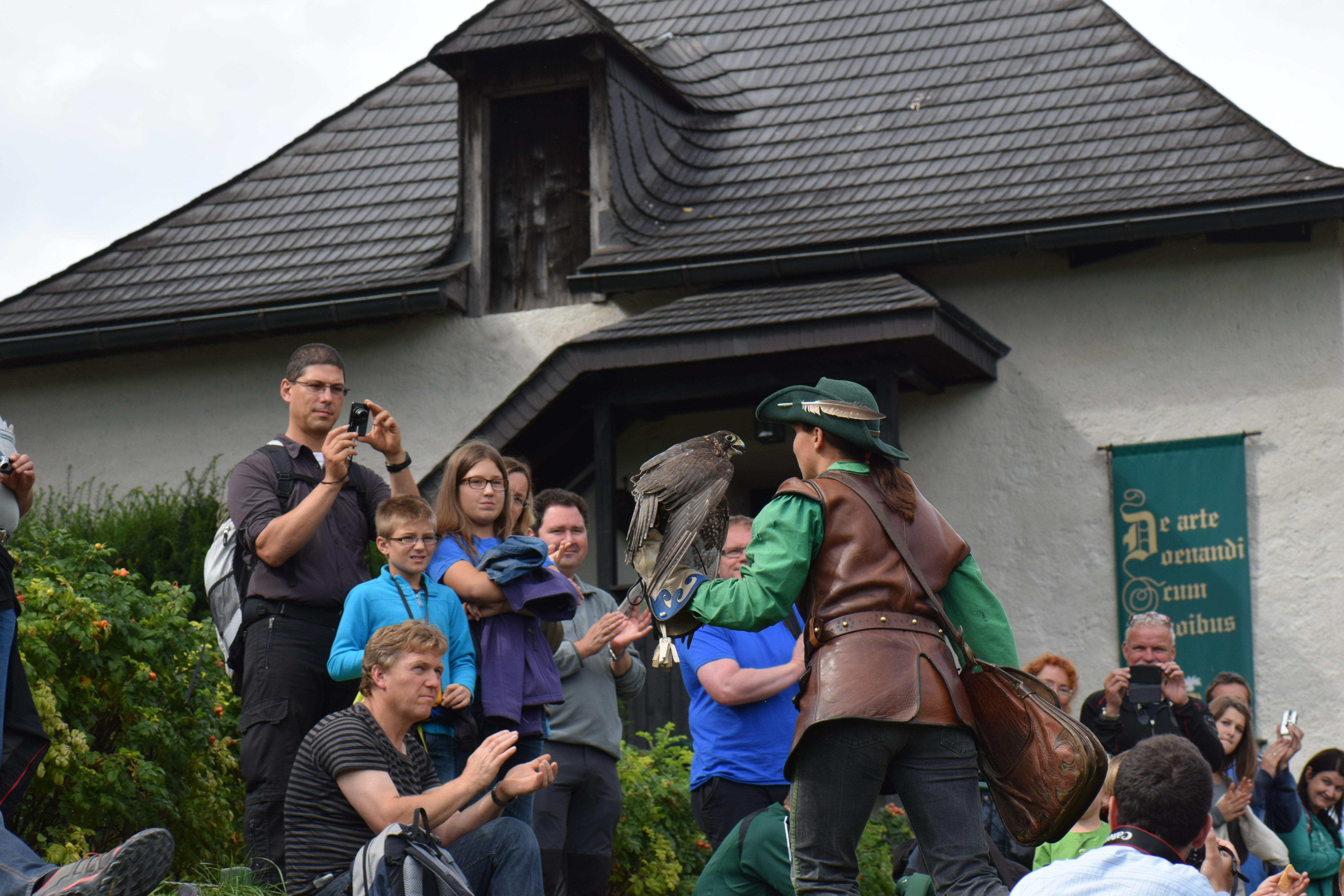